# Dana Bleckmann
Dana Bleckmann (* 9. Mai 2001 in Kempen) ist eine deutsche Handballspielerin, die beim Bundesligisten Borussia Dortmund unter Vertrag steht.

## Karriere

### Im Verein
Bleckmann lief anfangs für den TV Aldekerk auf. Ab 2016 war die Rückraumspielerin zusätzlich per Zweitspielrecht für die 2. Mannschaft von Borussia Dortmund spielberechtigt. In den darauffolgenden zwei Jahren trat sie mit Aldekerk in der A-Juniorinnen Bundesliga und mit Dortmund in der 3. Liga an. In der Saison 2017/18 erhielt sie erste Spielanteile in der Bundesligamannschaft von Borussia Dortmund und erzielte insgesamt fünf Treffer. Seit 2018 gehört die Rechtshänderin fest dem Bundesligakader an. Zusätzlich lief Bleckmann in der Saison 2018/19 für die Dortmunder A-Jugend auf, mit der sie die deutsche Meisterschaft gewann. Mit der Damenmannschaft gewann sie 2021 die deutsche Meisterschaft. Am 25. September 2021 zog sie sich in einem Europapokalspiel einen Kreuzbandriss zu. Aufgrund eines Kreuzbandrisses, den sie im September 2023 in einer Trainingseinheit erlitt, musste sie bis Mai 2024 pausieren.

### In Auswahlmannschaften
Bleckmann gewann mit der deutschen Jugendnationalmannschaft die Goldmedaille bei der U-17-Europameisterschaft 2017. Weiterhin nahm sie an der U18-Weltmeisterschaft 2018 sowie an der U19-Europameisterschaft 2019 teil.
Nach dem ersten Spiel der A-Nationalmannschaft bei der Europameisterschaft 2024 wurde sie nachnominiert und gab am 1. Dezember ihr Debüt im Spiel gegen die Niederlande.

## Sonstiges
Bleckmanns Cousin ist der Handballspieler Julius Kühn.